# The Other Side (chanson de Jason Derulo)
Pour les articles homonymes, voir The Other Side.
Singles de Jason Derulo
Undefeated
(2012) Talk Dirty
(2013)
The Other Side est une chanson de Jason Derulo sortie en avril 2013. Il s'agit du premier single musical extrait du troisième album Tattoos de Jason Derulo. La chanson est écrite et composée par Jason Derulo, Joshua "Ammo" Coleman et Martin Johnson et produite par Ammo et Martin Johnson.

## Classements
| Classement (2013)               | Meilleure position |
| ------------------------------- | ------------------ |
| Australie (ARIA)                | 4                  |
| Autriche (Ö3 Austria Top 40)    | 30                 |
| Belgique (Flandre Ultratip 100) | 19                 |
| Belgique (Wallonie Ultratip 50) | 20                 |
| Canada (Hot 100)                | 5                  |
| Danemark (Tracklisten)          | 36                 |
| France (SNEP)                   | 49                 |
| Allemagne (Media Control AG)    | 35                 |
| Hongrie (Rádiós Top 40)         | 4                  |
| Irlande (IRMA)                  | 4                  |
| Pays-Bas (Nederlandse Top 40)   | 30                 |
| Nouvelle-Zélande (RMNZ)         | 12                 |
| Écosse (OCC)                    | 2                  |
| Slovaquie (IFPI Rádio)          | 27                 |
| Espagne (PROMUSICAE)            | 50                 |
| Suède (Sverigetopplistan)       | 53                 |
| Suisse (Schweizer Hitparade)    | 19                 |
| Royaume-Uni (UK Singles Chart)  | 2                  |
| Royaume-Uni (UK R&B Chart)      | 1                  |
| États-Unis (Hot 100)            | 18                 |
| États-Unis (Pop Airplay)        | 5                  |
| États-Unis (Adult Pop Songs)    | 32                 |

## Certifications
| Pays             | Organisme | Certification | Vente   |
| ---------------- | --------- | ------------- | ------- |
| Australie        | ARIA      | 2 × Platine   | 140 000 |
| Danemark         | IFPI      | Or            | 15 000  |
| États-Unis       | RIAA      | Or            | 500 000 |
| Nouvelle-Zélande | RIANZ     | Or            | 7 500   |
| Royaume-Uni      | BPI       | Argent        | 200 000 |